# Fisksjötjärnen (Håsjö socken, Jämtland)
Fisksjötjärnen är en sjö i Bräcke kommun i Jämtland och ingår i Indalsälvens huvudavrinningsområde. Sjön har en area på 0,0837 kvadratkilometer och ligger 273,2 meter över havet.

## Delavrinningsområde
Fisksjötjärnen ingår i det delavrinningsområde (699337-151900) som SMHI kallar för Utloppet av Fisksjön. Medelhöjden är 294 meter över havet och ytan är 18,59 kvadratkilometer. Räknas de 7 avrinningsområdena uppströms in blir den ackumulerade arean 60,39 kvadratkilometer. Singsån (Prästån) som avvattnar avrinningsområdet har biflödesordning 2, vilket innebär att vattnet flödar genom totalt 2 vattendrag innan det når havet efter 124 kilometer. Avrinningsområdet består mestadels av skog (64 procent). Avrinningsområdet har 4,29 kvadratkilometer vattenytor vilket ger det en sjöprocent på 23,1 procent.